# Oronero (album)
Oronero è il decimo album in studio della cantautrice italiana Giorgia, pubblicato il 28 ottobre 2016, dall'etichetta discografica Michroponica, e distribuito da Sony Music.
L'album è stato anticipato dal singolo Oronero, pubblicato il 30 settembre 2016, ed è stato commercializzato nei seguenti formati: CD, download digitale e vinile.

## Descrizione
Il disco è interamente registrato in studio ed esce a tre anni di distanza da Senza paura (2013). Come per il precedente lavoro discografico, l'album è prodotto da Michele Canova Iorfida. L'album contiene quindici brani inediti, di cui dieci firmati da Giorgia, più numerose collaborazioni con artisti italiani e internazionali. Fra gli autori che hanno composto testi e musiche dei quindici brani incisi compaiono, fra gli altri, gli italiani Tony Maiello, Danilo Rea, Pacifico, nonché le collaborazioni internazionali con Allan Rich e Jud Friedman, già autori in passato per Whitney Houston.

## Copertina e titolo
Nella copertina del disco, Giorgia viene ritratta come negli album precedenti, Dietro le apparenze (2011) e Senza paura (2013), frontalmente, senza un eccessivo uso del trucco e scegliendo di apparire il più naturale possibile. La cantante ha anche confermato questa sua scelta, ritenendo Oronero la chiusura ideale di una trilogia musicale iniziata proprio nel 2011.
In merito al titolo del disco, invece, ha sottolineato come il titolo abbia un doppio significato: "Mi è piaciuto scegliere questa parola, Oronero, anche per il richiamo che si può fare verso il petrolio. È il simbolo di una risorsa che, se usata male, diventa veleno per noi e per la nostra collettività. Allo stesso modo si può considerare la risorsa della relazione interpersonale come qualcosa di sano ma che, se usata male (nel giudizio a tutti i costi), può diventare un veleno tanto quanto il petrolio".

## Promozione

### Tour
Per promuovere l'album, Giorgia ha intrapreso il tour Oronero Tour 2017, partito dal Palabam di Mantova il 19 marzo 2017 e proseguito nel mese di aprile. Opening act dei tre concerti tenutisi a Mantova, Milano e Torino è stata la cantante Gaia Gozzi, seconda classificata nel 2016 del talent X Factor (Italia) (decima edizione). Sul palco, per tutta la durata del tour, anche gli Psycodrummers, una band di percussionisti, e due ballerini di hip-hop e popping, Patrizio Ratto (concorrente del talent Amici di Maria De Filippi, edizione 2016) e Rachele Ratto.

### Singoli
Il primo singolo estratto è il brano Oronero, in radio e in digital download dal 30 settembre 2016. Il 9 dicembre dello stesso anno la cantautrice invita i fan sui propri canali social a scegliere il secondo singolo tratto dall'album, indicando come scelte possibili tre brani: Scelgo ancora te, Posso farcela e Vanità.  Il 20 dicembre si chiude il sondaggio e il brano Vanità viene annunciato come secondo singolo estratto dall'album, in rotazione radiofonica dal 1º gennaio 2017.
Il 24 marzo 2017 viene annunciato durante la data milanese dell'Oronero Tour che il terzo singolo estratto dall'album sarebbe stato Credo. Il brano entra in rotazione radiofonica dal 14 aprile 2017. Il 5 giugno 2017 la cantante viene premiata ai Wind Music Awards 2017 presso l'Arena di Verona con tre premi: il platino per l'album Oronero, il platino per il singolo omonimo, e il premio live per l'affluenza all'Oronero Tour.
Il 25 agosto 2017 tramite i suoi canali social, Giorgia annuncia il quarto singolo estratto dall'album, il brano Scelgo ancora te, mostrando un breve trailer con delle immagini tratte dal videoclip ufficiale, in rotazione radiofonica dal 1º settembre 2017.

## Accoglienza
| Recensione       | Giudizio |
| ---------------- | -------- |
| All Music Italia | 8,5/10   |
| Rockol           | 7/10     |

Mattia Marzi di Rockol descrive il progetto come la sintesi tra i precedenti progetti, riallacciandosi «quasi senza soluzione di continuità, all'elettropop e alla dance» di Dietro le apparenze e «all'anima più acustica, suonata; [...] che riportano Giorgia nella sua zona comfort, nei suoi territori» di Senza paura. Marzi sottolinea che i brani "Posso farcela" e "Non fa niente" sono due canzoni «sullo sfondo, quasi in disparte» rispetto al disco, sottolineando una «attitudine introversa e introspettiva» della cantante, divenendo «le più efficaci del disco». Fabio Fiume di All Music Italia afferma che la cantante si «arricchisce di una folta schiera di autori e musicisti americani» che con l'aiuto di Canova producono suoni «volutamente elettronici e sicuramente di livello internazionale». Fiume definisce il progetto «sapiente e pensato» poiché è la manifestazione del «testamento del suo momento attuale».

## Tracce
1. Oronero – 3:32 (Emanuel Lo)
2. Danza – 3:16 (testo: Giorgia – musica: Bryce Fox, Pete Napp, Matta Iarad, Felicia Barton)
3. Scelgo ancora te – 3:26 (testo: Giorgia – musica: James Morales, Matthew Morales, Julio David Rodriguez, Jana Ashley)
4. Credo – 2:56 (testo: Tony Maiello – musica: Tony Maiello, Daniele Rea, Domenico Abate, Enrico Palmosi)
5. Per non pensarti – 3:30 (testo: Giorgia – musica: Lucie Silvas, Tommy Lee James, Andrew Dorff)
6. Vanità – 3:02 (testo: Giorgia – musica: Emma Rohan, Jez Ashurst)
7. Posso farcela – 3:16 (Giorgia)
8. Come acrobati – 3:13 (Emanuel Lo)
9. Mutevole – 3:43 (testo: Giorgia – musica: Alessandro Barocchi, Marco Petriaggi)
10. Tolto e dato – 3:29 (Emanuel Lo)
11. Amore quanto basta – 3:35 (testo: Giorgia – musica: Emanuel Lo)
12. Sempre si cambia – 3:34 (Gino Pacifico)
13. Grande maestro – 2:54 (testo: Giorgia – musica: Michele Canova Iorfida, Sophie Hintze, Nikki Fiores)
14. Regina di notte – 2:50 (testo: Giorgia – musica: Michele Canova Iorfida, Allan Rich, Jud Friedman, Giorgia)
15. Non fa niente – 2:57 (Giorgia)

## Formazione
- Giorgia – voce
- Tim Pierce – chitarra elettrica
- Michele Canova Iorfida – sintetizzatore, sintetizzatore modulare, programmazione
- Alex Alessandroni Jr. – pianoforte, tastiera, rhodes, basso synth
- Christian "Noochie" Rigano – tastiera, programmazione, sequencer
- Emanuel Lo – tastiera, programmazione

## Successo commerciale
Nel corso della prima settimana di rilevamento FIMI, l'album debutta alla 2ª posizione della Classifica FIMI Album. L'album inoltre debutta alla sua uscita anche nella Top 100 Albums di Schweizer Hitparade, classifica musicale Svizzera, piazzandosi alla 39ª posizione. Il 12 dicembre 2016 il disco viene certificato disco d'oro da FIMI per le oltre 25 000 copie vendute. Il 9 gennaio 2017 l'album raggiunge il 28º posto nella classifica di fine anno dei dischi più venduti stilata da FIMI. Il 20 febbraio 2017 l'album viene certificato da FIMI disco di platino per aver venduto più di 50 000 copie.
Primo singolo estratto, è la title track Oronero. Il brano entra in Top 100 nella Top Singoli, raggiungendo come posizione massima la 18°. Durante la settimana 47 del 2016 il singolo viene certificato disco d'oro per aver venduto più di 25 000 copie, mentre il 30 gennaio 2017, durante la quarta settimana, il singolo viene certificato disco di platino per aver venduto più di 50 000 copie.
Il 1º gennaio 2017 viene estratto il secondo singolo, Vanità. Il brano entra in Top 100 nella Top Singoli, raggiungendo come posizione massima la 48°. In seguito, durante la settimana numero 13 del 2017, viene certificato disco d'oro, per aver venduto più di 25 000 copie in Italia. Il 13 novembre 2017 il singolo viene certificato disco di platino per le oltre 50 000 copie vendute.
Il 14 aprile 2017 viene estratto Credo, terzo singolo estratto dall'album. Il brano entra in Top 100 nella Top Singoli, raggiungendo come posizione massima la 54°. Durante la settimana numero 27 del 2017, il brano viene certificato disco d'oro, per aver venduto più di 25 000 copie in Italia. Il 9 ottobre 2017 il singolo viene certificato disco di platino per aver venduto più di 50 000 copie.
Il 1º settembre 2017 entra in rotazione radiofonica come quarto singolo il brano Scelgo ancora te. Il brano entra in Top 100 nella Top Singoli, raggiungendo come posizione massima la 84°. Il 20 novembre 2017 il brano viene certificato da FIMI disco d'oro per le oltre 25 000 copie vendute. Il 3 giugno 2019 il singolo è stato certificato disco di platino da FIMI per le oltre 50 000 copie vendute.
Fino a Dicembre 2024 i videoclip dei 4 singoli estratti più il singolo "Come neve" estratto dalla riedizione live deluxe del progetto "Oronero" hanno ottenuto più di 158 milioni di visualizzazioni su YouTube.

## Classifiche

### Classifiche settimanali
| Classifica (2016) | Posizione massima |
| ----------------- | ----------------- |
| Italia            | 2                 |
| Svizzera          | 39                |

### Classifiche di fine anno
| Classifica (2016) | Posizione |
| ----------------- | --------- |
| Italia            | 28        |
| Classifica (2017) | Posizione |
| Italia            | 26        |